# Scaphyglottis gigantea
Scaphyglottis gigantea là một loài thực vật có hoa trong họ Lan. Loài này được Dressler miêu tả khoa học đầu tiên năm 1979.